# Cueta salai
Cueta salai är en insektsart som beskrevs av Navás 1929. Cueta salai ingår i släktet Cueta och familjen myrlejonsländor. Inga underarter finns listade i Catalogue of Life.